# Ulderico Meanti
Ulderico Meanti (Crema, 25 maggio 1916 – Crema, 22 maggio 1988) è stato un calciatore italiano, di ruolo difensore o centrocampista.

## Caratteristiche tecniche
Ha giocato come mediano, centromediano e, nel finale di carriera, come terzino.

## Carriera
Inizia l'attività calcistica nel 1934 nel Crema, a cui legherà la maggior parte della propria carriera. Dopo aver esordito nel campionato di Serie C 1936-1937, si trasferisce al Piacenza, sempre in terza serie, per svolgere il servizio militare; in Emilia disputa una stagione come riserva con 10 presenze senza reti.
Rientrato al Crema, vi rimane fino al 1940 quando viene ingaggiato dal Milano: con i rossoneri non disputa partite ufficiali, ma viene incluso nella formazione riserve per una sola annata. Al termine della stagione viene ceduto al Napoli insieme ai compagni Menti e Berra, come contropartita per l'acquisto di Luigi Rosellini, e anche in questo caso viene impiegato esclusivamente nel campionato riserve; nei primi mesi del 1942 torna in prestito al Crema, con cui conclude il campionato.
Terminata la guerra, ritorna definitivamente al Crema, con cui partecipa al campionato Serie B-C Alta Italia 1945-1946 e viene ammesso alla Serie B 1946-1947: con i nero-bianchi rimane per due stagioni tra i cadetti, totalizzando 55 presenze in campionato. Nel 1948, dopo la retrocessione in Serie C, passa alla Trevigliese, con cui conclude la carriera.